# Рокино
Ро́кино  (Ро́кино 1-е) — деревня в Струго-Красненском районе Псковской области России. Входит в состав сельского поселения «Марьинская волость».

## География
Находится на северо-востоке региона, в центральной части района, в лесной местности около озера Рокинское. 
Уличная сеть не развита.

## История
Первое упоминание населённого пункта на этом месте относится к 1585-87 годам как деревня Ронино «на озере Писне» Моложанской губы Заклинской засады.
В 1941—1944 гг. деревня находилась под фашистской оккупацией войсками Гитлеровской Германии.
С образованием Стругокрасненского района с 1927 до 1995 года деревня входила в Симанологский сельсовет, с января 1995 до января 2010 года — в Симанологскую волость. 
С 1 января 2010 года с упразднением Симанологской волости деревня входит в Марьинскую волость.

## Население
| 2001 | 2002 | 2010 | 2011 |
| ---- | ---- | ---- | ---- |
| 4    | →4   | ↘3   | ↘1   |

## Инфраструктура
В 1932–41 годах деревни  Рокино 1-е, Рокино 2-е и Рокино 3-е составили колхоз  «Новая  жизнь». После войны,  в  1944–50  гг.  действовал   колхоз  «Новая  жизнь». В  1950–57  гг.  – Рокино 1-е становится  центром 
укрупнённого колхоза «Новая жизнь» (Ефимов, Фёдоров, 2015).
Рокинское  земское  училище  (1914),  Рокинская  школа  I  ступени  (1927).  

## Транспорт
Деревня доступна по просёлочным дорогам.